# Panzeriaa sulciforceps
Panzeriaa sulciforceps är en tvåvingeart som först beskrevs av Zimin 1960.  Panzeriaa sulciforceps ingår i släktet Panzeriaa och familjen parasitflugor. Inga underarter finns listade i Catalogue of Life.